# Ruszlan Valerjevics Pimenov
Ruszlan Valerjevics Pimenov (oroszul: Руслан Валерьевич Пименов; Moszkva, 1981. november 25. –) orosz válogatott labdarúgó. 

## Pályafutása

### Klubcsapatban
Pályafutása nagy részét a Lokomotyiv Moszkva csapatában töltötte. 2000 és 2004 között két bajnoki címet szerzett és két alkalommal nyerte meg az orosz kupát. 2005-ben kölcsönadták először a francia FC Metz, majd az Alanyija Vlagyikavkaz csapatának. 2007 és 2009 között a Gyinamo Moszkvában játszott. 2010-ben a fehérorosz Dinama Minszkben fejezte be a pályafutását. 

### A válogatottban
2001 és 2002 között 4 alkalommal játszott az orosz válogatottban. Részt vett a 2002-es világbajnokságon.

## Sikerei, díjai
Lokomotyiv Moszkva
- Orosz bajnok (3): 2002, 2004
- Orosz kupa (1): 2000, 2001
- Orosz szuperkupa (1): 2003